# Metopiasini
Metopiasini (лат.) — триба мелких коротконадкрылых жуков-ощупников из подсемейства Pselaphinae (Staphylinidae).

## Распространение
Неотропика.

## Описание
Мелкие коротконадкрылые жуки—ощупники (длина менее 5 мм). Характеризуется коленчатыми усиками (с удлинённым скапусом, как у муравьёв), расположенными на очень вытянутой лобной доле. Надкрылья укороченные, лапки трёхчлениковые (формула лапок 3-3-3). Все представители обитают в глубокой лиственной подстилке, под камнями или являются троглобионтами. Некоторые виды живут в ассоциации с муравьями.
У близких триб (Amauropini и Batrisini) наоборот, усики неколенчатые, нитевидные.

## Систематика
Около 60 видов, около 10 современных родов. Триба была впервые выделена в 1904 году. Иногда использовалось другое название (Metopiini Raffray, 1904), которое оказалось младшим омонимом семейства наездников Metopioidae Foerster, 1868 (Ichneumonidae: типовой род Metopius), а также старшим омонимом трибы двукрылых Metopiini Townsend, 1908 и поэтому было отвергнуто и заменено на Metopiasini. Триба Metopiasini включена в состав надтрибы Euplectitae.
- триба Metopiasini Raffray, 1904
  - подтриба Metopiasini (incertae sedis)
    - Barrometopia Park, 1942
    - Bibrax Fletcher, 1927
    - Chandleria Comellini, 1998[9]
    - Metopias Gory, 1832
    - Metopiasoides Comellini, 2000[10][11]
    - Metopiellus Raffray, 1908[3][12][13]
    - Metopiosoma Raffray, 1908[14][15]
    - Metopioxys Reitter, 1885[16][17]

  - подтриба Rhinoscepsina Bowman, 1934[18]
    - Rhinoscepsis LeConte, 1878
      - подрод Rafrhisis (Rhinoscepsis) Park, 1945
      - подрод Rhinoscepsis (Rhinoscepsis) LeConte, 1878

  - †Hagnometopia